# 최일황·최우홍 부자 효자 정려
최일황·최우홍 부자 효자 정려(崔一晃·崔遇鴻 父子 孝子 旌閭)는 대한민국 경기도 화성시 장안면 수촌리에 있는, 수성최씨 개령공파 최일황, 최우홍 부자(父子)의 정려이다. 2020년 2월 20일 향토문화재(유형) 제21호로 지정되었다.

## 지정 사유
수성최씨 개령공파 최일황, 최우홍 부자(父子)의 정려로 최일황은 1832년(순조 32), 최우홍은 1872년(고종 9)에 정려를 하사받은 것으로 추정되며 대를 이어 효행을 실천한 부자(父子)의 정려가 매우 드물기 때문에 역사적 가치가 있다.